# Jean Gautier (docteur)
 (novembre 2015).
 (avril 2020).
Si vous disposez d'ouvrages ou d'articles de référence ou si vous connaissez des sites web de qualité traitant du thème abordé ici, merci de compléter l'article en donnant les références utiles à sa vérifiabilité et en les liant à la section « Notes et références ».
Pour les articles homonymes, voir Jean Gautier et Gautier.
Jean Gautier, est né à Bordeaux en mai 1891 et mort en octobre 1968, est un médecin français spécialiste de l'endocrinologie, auteur de plusieurs essais.

## Jeunesse
Jean Gautier naît dans une famille de médecins. Il est atteint par un déficit endocrinien qu'on ne savait à l'époque ni déceler, ni soigner : l'hypothyroïdie.
Sa scolarité est laborieuse et ses résultats scolaires médiocres. Le débit de la parole est lent et le langage pauvre. Son bagage intellectuel est maigre. À la fois par atavisme familial et par goût très prononcé pour l'étude de l'Homme, il veut être médecin.

## Carrière

### Le commencement de ses recherches
C'est au cours de ses études de médecine, au début des années 1910, qu'il fut frappé par la description des symptômes de l'hypothyroïdie que faisait son professeur d'endocrinologie, le Professeur Mongour.
Il fut tellement surpris de se reconnaître dans cette description, qu'il décida de se traiter par des extraits glandulaires : il retrouvait la mémoire, de la vivacité intellectuelle. Il continua ses recherches sur les glandes endocrines.

### Ses premières découvertes
Les travaux sur les glandes se multipliaient. Jean Gautier suivit cette évolution scientifique. Les glandes endocrines lui apparurent de plus en plus comme ayant une importance première qu'on ne voulait pas leur reconnaître.
Il poussait davantage ses études, lorsque se révélèrent à lui deux expériences qui le troublèrent : Premièrement, la vie de l'embryon humain est impossible sans la sécrétion de l'hypophyse maternelle. Sans celle-ci, pas de développement du fœtus. C'était une expérience de choc : c'était reconnaître à nos glandes un rôle de toute première valeur dans nos existences. À cette première expérience venait s'adjoindre une autre, celle de l'homme-plante de Roesch. Comment se faisait-il qu'un individu qui nait sans thyroïde, avec un cerveau et un système nerveux intacts, n'ait aucune intellectualité possible, aucune sensation, aucun besoin ni désir ni pensée ni aucune vie psychique ?

### Remise en question des dogmes
Que faisait donc le cerveau si puissant ?
Les yeux voyaient pourtant, les oreilles entendaient, mais le sujet était comme aveugle et sourd. Il vivait toutefois, mais privé de toute activité et, s'il fonctionnait, le cerveau "tournait" à vide.
Une greffe de thyroïde, et la vie intellectuelle lui était rendue...
Il commença sérieusement à mettre en doute le rôle majeur du cerveau et du système nerveux dans le fonctionnement humain, reconnaissant au système glandulaire le rôle initial.

### La preuve
Dans les années 1930, poursuivant ses recherches, aiguillonnées par les résultats qu'il avait déjà acquis sur lui-même, Jean Gautier pensa alors aux travaux du Professeur Arsène d'Arsonval (1850-1940) sur l'application des champs électromagnétiques de haute fréquence en thérapeutique, issus de l'amélioration d'un procédé de Nikola Tesla (1856-1943).
Jean Gautier fit alors pour lui-même des applications de ce qu'on appela alors la "darsonvalisation".
Pendant de nombreux mois, il se régénéra ainsi peu à peu, ses aptitudes intellectuelles furent décuplées ainsi que toute sa vie adaptative.
Il expliqua ensuite le mode d'action de ces champs électromagnétiques sur l'équilibre glandulaire et créa sa propre méthode d'équilibration de la personnalité par ce biais endocrinien.
Entre-deux-guerres, installé à Bordeaux, il réalisa de véritables "sauvetages" particulièrement sur des enfants handicapés.
Jusqu'à la fin de sa vie, il n'aura de cesse de former le contenu de l'Endocrino-psychologie, montrant la place considérable que tiennent les glandes endocrines dans la personnalité humaine.

### Mise en place de l'Endocrino-psychologie
Dans les années 1960, il fera la rencontre de Jean du Chazaud. Ce dernier, ayant surmonté un pseudo-bégaiement et une arythmie cardiaque chronique d'origine thyroïdienne, se passionnera à son tour pour les fonctionnements endocriniens.
L'ayant imprégné de son esprit, de ses méthodes de recherche et formé à son école, Jean Gautier le fera héritier de ses travaux manuscrits et de ses droits par voie testamentaire.
Le docteur Jean Gautier décèdera en 1968.

## Œuvres
- Dernières et nouvelles connaissances sur l'homme, Bordeaux, Bière, 1948, 215 p. (OCLC 491912446)
- Folie ou Génie. Différence psychologique entre le fou et l'homme de génie, La Vie Claire, 1950.
- L'enfant, ce glandulaire inconnu, Albi, impr. des ateliers professionnels et d'apprentissage de l'Orphelinat Saint-Jean, 1961, 420 p. (OCLC 460466465), réédition 1981 CEVIC avec une préface de Jean du Chazaud, docteur en psychologie clinique[8]
- Freud a Menti, Périgny-sur-Yerres, CEVIC, 1977, 566 p. (OCLC 461603785), réédition 2013 éditions l'encre
- Les Glandes : beauté et charme de la femme, Périgny-sur-Yerres, CEVIC 1978, 134 p. (OCLC 461728356)
- Révélations sur la sexualité : rôle de la glande génitale interstitielle dans les phénomènes humains : explication endocrinienne des anomalies sexuelles, Périgny-sur-Yerres, CEVIC. 1979, 275 p. (OCLC 6915140)